# Tranvia di Sulmona
La tranvia di Sulmona si caratterizzò per un percorso breve, lungo meno di 3 km, e per un'altrettanto breve esistenza, rimanendo in funzione solo dal 1908 al 1943, anno in cui gli eventi bellici misero definitivamente fuori uso l'impianto.
Nato per attuare un veloce collegamento fra il centro storico di Sulmona e la propria stazione ferroviaria, l'impianto aveva le caratteristiche di una moderna tranvia elettrica e serviva i principali poli attrattori cittadini.

## Storia

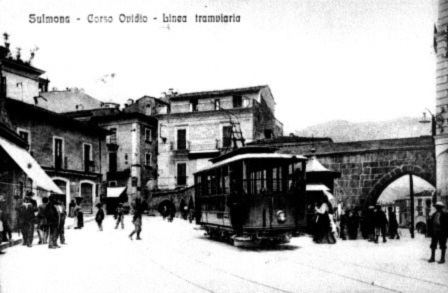
Tram in Corso Ovidio

La stazione ferroviaria di Sulmona, realizzata a più di un chilometro a nord rispetto alla periferia cittadina, rappresentava agli inizi del Novecento un importante nodo lungo la ferrovia Roma-Pescara, cui confluivano la Terni-Sulmona e la tratta per Caianiello della linea per Isernia.
Per sanare il problema legato a tale distanza, nel 1906 la Società Elettrotecnica Italiana (SEI), con sede a Roma, avanzò formale proposta di impianto di una tranvia elettrica secondo il progetto elaborato dagli ingegneri Filippo Fiorentini e Guido Vallecchi. La linea fu prevista per una lunghezza totale di 2,25 km, con capolinea centrale realizzato presso piazza del Carmine. La relativa convenzione fra la SEI e il Comune fu stipulata il 28 agosto 1907.
Completati i lavori e perfezionato, nel 1908, il regolamento di esercizio, la tranvia entrò in funzione nel medesimo anno, precisamente a metà ottobre.
Alla fine del 1910 la società Unione Esercizi Elettrici (UNES), che gestiva l'illuminazione pubblica in città, subentrò alla SEI nella gestione e nella proprietà dell'impianto.
La prima guerra mondiale, nonostante le difficoltà economiche connesse, lasciò indenne la tranvia, che vide accrescere il traffico gli anni successivi in virtù dell'espansione urbana e che vedeva partenze in coincidenza con tutti i treni in arrivo effettuando oltre 15 coppie di corse giornaliere, raddoppiate dopo il 1918; ciò suggerì di attuare il prolungamento fino alla chiesa di San Francesco da Paola già previsto in un progetto del 1911.
Nel 1929 fu dunque deciso il prolungamento della tranvia, concesso alla UEE il 13 marzo dello stesso anno. Tale nuova tratta raggiungeva la trecentesca Porta Napoli che, per i vincoli imposti dalla soprintendenza all'arte moderna e medievale degli Abruzzi e Molise, veniva aggirata per mezzo di un binario in curva e controcurva la cui costruzione comportò l'abbattimento di una porzione delle mura cittadine; tale soluzione limitava il transito alle sole elettromotrici. Il prolungamento entrò in funzione alla fine dell'anno.
Negli anni trenta il Comune di Sulmona spinse a più riprese perché la UNES sostituisse il servizio tranviario con una filovia, proposito infine frustrato da un decreto prefettizio del 1940 conseguente all'entrata in guerra dell'Italia. Il forte incremento di traffico imposto dagli eventi bellici palesò il sottodimensionamento degli impianti e del materiale rotabile, cui le difficoltà economiche del momento non consentivano di porre rimedio. Il bombardamento del 27 agosto 1943 comportò il danneggiamento di parte dell'impianto, compreso il deposito-officina, definitivamente messo fuori uso nel giugno 1944 dalle truppe tedesche in ritirata, ponendo la parola fine alla tranvia di Sulmona, che non si ritenne di dover ricostruire. L'atto formale di rinuncia alla concessione da parte della UEE fu siglato nel 1947.

## Caratteristiche tecniche
La tranvia, che con il prolungamento del 1929 raggiunse la lunghezza complessiva di 2,95 km, era armata con binario a scartamento metrico realizzata con rotaie Vignoles da 21 kg/m e di tipo Phoenix da 35 kg/m nelle strade del centro storico, per complessivi 850 metri.
Lo sviluppo della linea avveniva in direzione nord ovest-sud est, con inizio dal triangolo per l'inversione di marcia realizzato nel piazzale antistante la stazione, per poi percorrere il viale della stazione, al termine del quale era presente un raddoppio del binario e il raccordo d'ingresso al deposito officina sociale.
Superata la Cattedrale di San Panfilo il binario proseguiva lungo viale Roosevelt, ai tempi denominato viale Umberto I e, superata la Barriera Sant'Agostino, penetrava nel centro storico seguendo l'asse di corso Vittorio Emanuele II. Un secondo binario di raddoppio era presente nella centrale piazza del Carmine, primitivo capolinea della tranvia.
Il tratto di prolungamento realizzato nel primo dopoguerra percorreva ancora corso Ovidio e viale Mazzini, aggirando Porta Napoli e attestandosi presso la facciata della chiesa di San Francesco da Paola con un capolinea tronco che imponeva l'esercizio a spola di quest'ultima tratta.

## Materiale rotabile
Per l'esercizio della tranvia la SEI acquistò tre elettromotrici a due assi di costruzione Carminati & Toselli numerate 2, 4 e 6. Dotate di 32 posti a sedere, tali veicoli erano dotati di due motori da 18,5 kW alimentati alla tensione continua di 550 V. Per le corse più frequentate erano inoltre disponibili due rimorchiate, numerate 21 e 23, da 40 posti a sedere.
Completavano la dotazione del parco due carri merci e un carrello di servizio.

## Galleria d'immagini

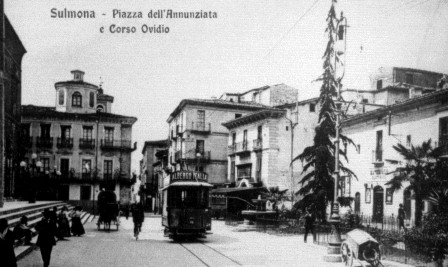
Piazza dell'Annunziata
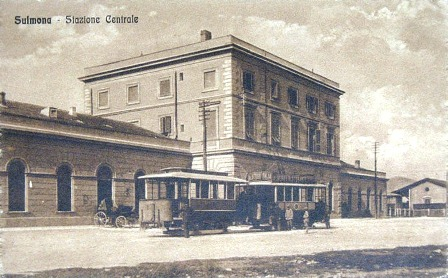
Piazza stazione
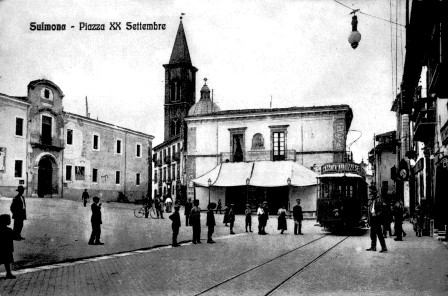
Piazza XX Settembre